# Jeżynówka

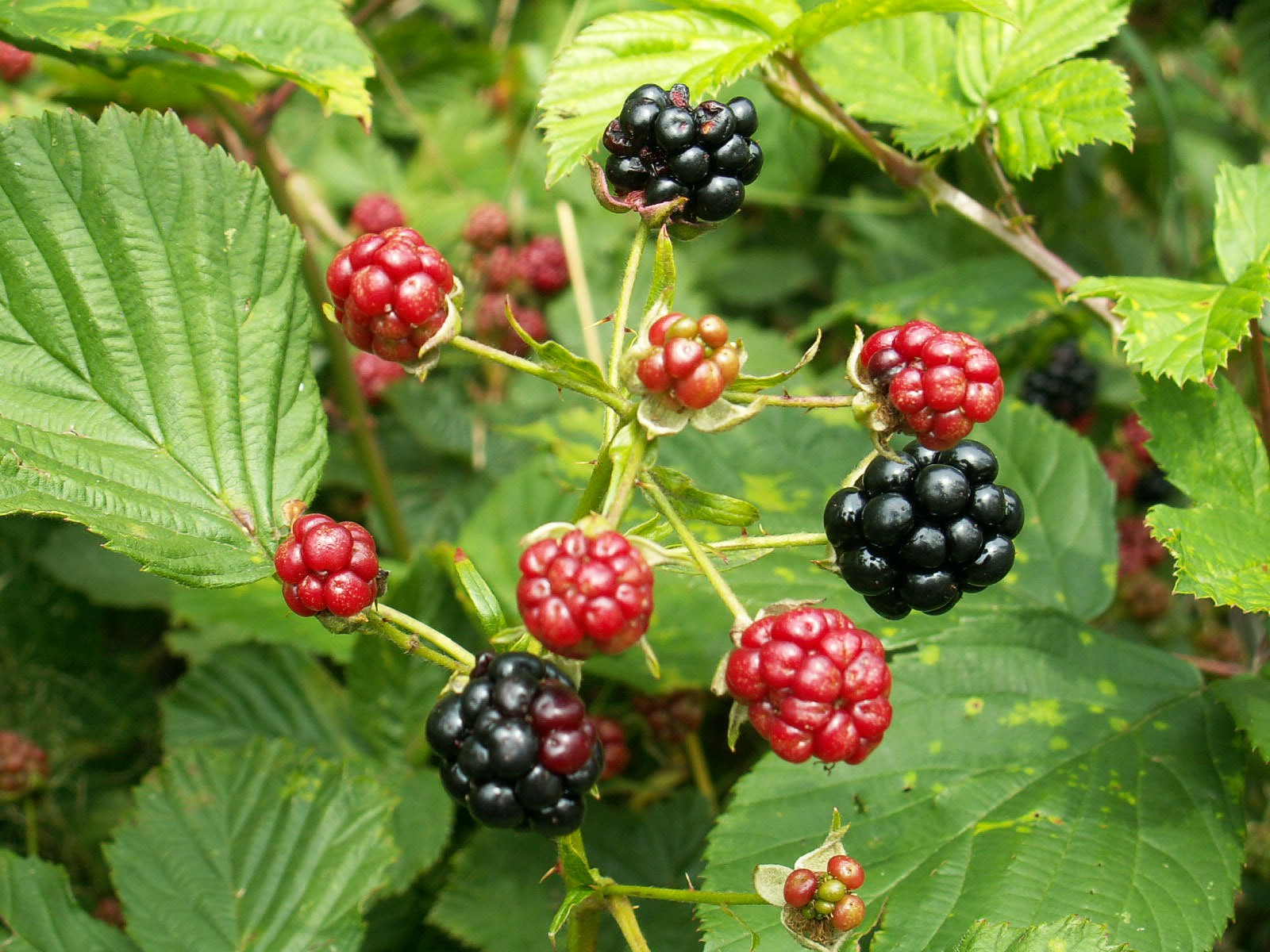
Owoce jeżyny

Jeżynówka – nalewka z owoców jeżyny o bordowym kolorze. Istnieje wiele receptur, najprostszym sposobem wykonania jest zalanie owoców spirytusem tak, aby je dokładniej przykrywał na 3–4 tygodnie (nie dłużej, bo z powodu kontaktu pestek z alkoholem może stać się gorzka). Po tym czasie zlewa się nalew, a owoce zasypuje cukrem lub zalewa syropem. Po następnych paru tygodniach łączy się oba płyny i butelkuje.